# وطن (فرخار)
وطن  جماعت و شهرکی در جنوب‌غربی کشور تاجیکستان است که در ناحیهٔ فرخار ولایت ختلان قرار دارد. جمعیت این جماعت ۱۶٬۷۴۹ است.